# リトルコンプトン (ロードアイランド州)
リトルコンプトン（英: Little Compton）は、アメリカ合衆国ロードアイランド州のニューポート郡にある町。人口は3,589人（2021年推計）。東側にマサチューセッツ州の州境がある。鶏の種であるロードアイランドレッドが生まれた所である。

## 歴史
17世紀、現在リトルコンプトンとなっている地域にはアワションクスが率いたサコネット族インディアンが住んでいた。アワションクスの人々は、冬季にはウィルバーの森、夏季にはサコネットポイントに住んだ。その継子であるママヌアがアダムズビル地域で別のサコネット族を率いた。この2人の指導者は土地についてしばしば争い、イングランド人からサコネット族の唯一の指導者であると見られるべく互いに競った。
サコネットという言葉は「黒い鴨が来る」や「水が注がれる所」など様々に訳されている。
リトルコンプトンで最初のヨーロッパ人開拓者はプリマス植民地のダクスベリーから来たイングランド人であり、その保有土地を広げようとしていた。アワションクスと最初に交渉しようとした後で、プリマス植民地に請願し、その土地利用が認められた。1674年に始まり1680年代に終わった一連のくじ引きで、彼らはリトルコンプトンの土地を標準的な大きさの区画に分割し、入植を始めた。当初あった32人居た領主の中に、ベンジャミン・チャーチ大佐がいた。チャーチは17世紀後半にインディアンの特にナラガンセット族やワンパノアグ族周辺の紛争で果たした役割で知られていた。フィリップ王戦争が始まる直前の1675年、チャーチはリトルコンプトンにその家を造った。今日、ウェストメイン道路の傍にある銘板にその家屋があった場所を示している。この銘板はウェストメイン道路の東側600番地の家の近くにある。
1682年、サコネットの町がプリマス植民地によって法人化され、リトルコンプトンと改名された。これは恐らく、イングランドのウォリックシャーにあるリトルコンプトンにちなむものだった。しかし、この関係を裏付けるような直接の証拠は無い。1747年までに、独自の国王令を取得し、ティバートンやブリストルと共にロードアイランドの一部としてニューポート郡に組み入れられた。リトルコンプトンはかつてプリマス植民地の一部だったので、1746年以前の検認記録や土地の記録の全てが、トーントンや ニューベッドフォードで見つけることができる。

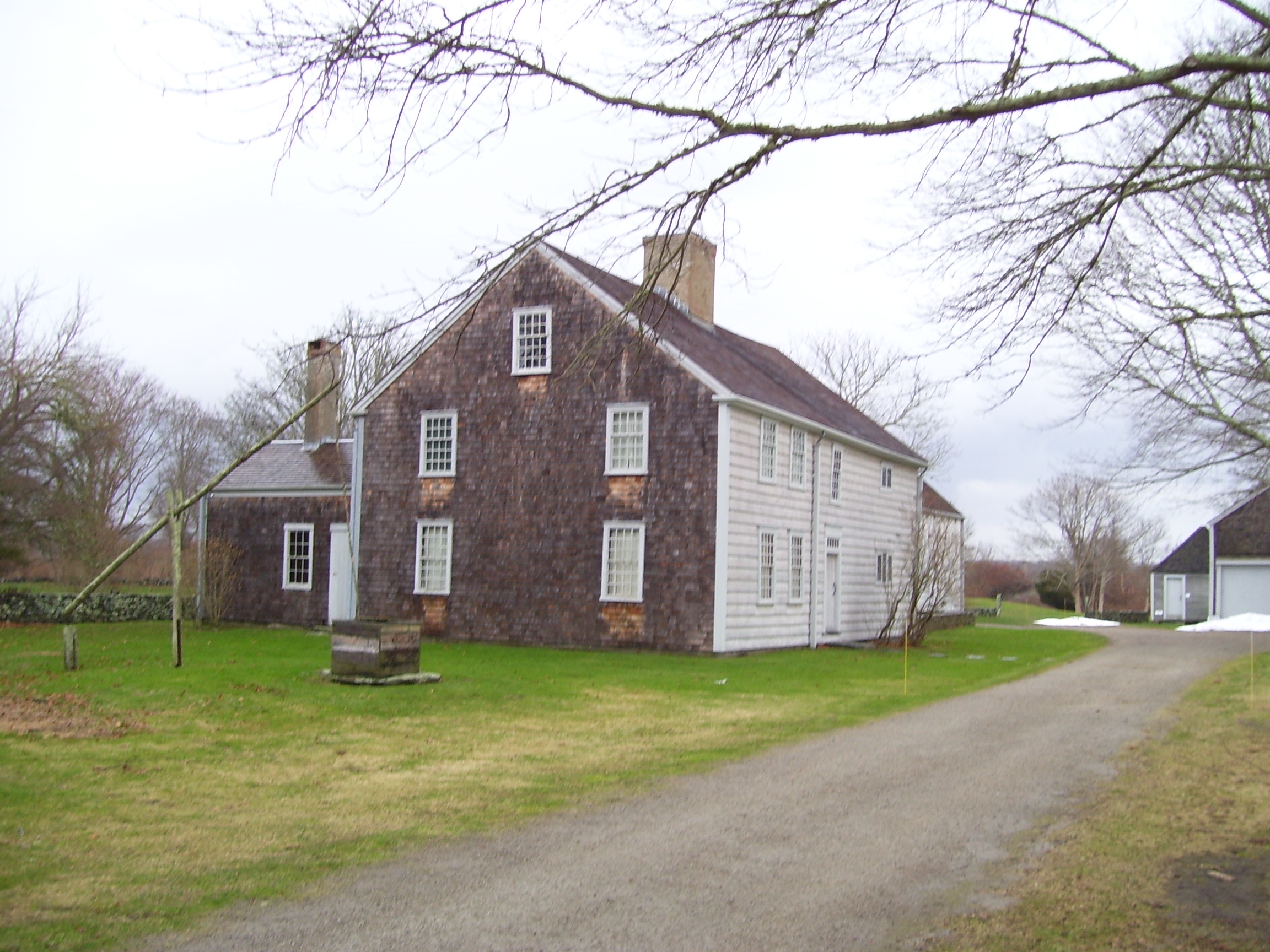
ウィルバー邸、1692年建設、現在は博物館

リトルコンプトンにある歴史的に興味深い場所として、1692年にサミュエル・ウィルボアが建てたウィルバー邸があり、現在はリトルコンプトン歴史協会が入っている。町のコモンズの全体がアメリカ合衆国国家歴史登録財に指定されている。
町内には57の歴史ある墓地がある。ベンジャミン・チャーチ大佐とその家族はリトルコンプトン・コモンズ墓地に埋葬されており、メイフラワー号で有名なジョン・アルデンとプリシラ・マリンズ夫妻の長女であり、ニューイングランドで初めて生まれた者とされるエリザベス・ペイボディも同様である。墓地の墓石は同時期にニューポートやボストンで見られるものに類似した彫刻のスタイルを反映している。
リトルコンプトンはロードアイランド州にある3つのタウンコモンズの1つがある。他の町はウォーレンとブリストルである。これはプリマス植民地やマサチューセッツ湾植民地から来た開拓者達によって最初に区画割りが行われた町だということから来ている可能性が強い。コモンの土地は1677年8月に指定され、それ以来町の社会的活動について宗教的かつ公的な面の中心として使われてきた。
17世紀の建築物で今も残っているものは数少ないが（ウィルバー邸やピーボディ邸）、18世紀や19世紀の建築物は多い。ウェストメイン道路のクエーカー集会所、第8号校舎（現在は町役場の一部）、町役場、ウィルバーの店、さらにユナイテッド会衆派教会は全て1900年以前のものであり、タウンコモンズの周辺に集まっている。他に歴史ある家屋は町中に散らばっており、アサ・グレイ邸、スライサー邸、オールドエーカー、ウェストメイン道路のブラウネル邸、ミーティングハウス・レーンのブラウネル邸、アーチャード・アベニューのウィリアム・ウェイリー屋敷・農場、コモンズのブラウネル図書館がある。
町の別の特徴ある目印は、アダムズビルのビレッジにある「スパイト塔」である。地元の伝承では、この塔は町の見通しを悪くするために建てられたとされている。多くの話では地元のマンチェスター一家の者達が出て来るが、この建物に関する真の歴史について真説は無い。現在の塔の所有者に拠れば、「スパイト塔」はアルトワ式井戸の上に建てられたことになっている。3階にある貯水タンクに水を送るポンプがあり、重力を利用して母屋のタンクに水を送り、飲料水としている。この建物は1905年頃建てられた。運転手の住居はこの塔の2階にある。

## 地理
アメリカ合衆国国勢調査局に拠れば、市域全面積は28.9平方マイル (75 km2)であり、このうち陸地20.9平方マイル (54 km2)、水域は8.0平方マイル (21 km2)で水域率は27.79%である。町域の中でも大きな水域はクィックサンド池である。

## 人口動態
以下は2000年の国勢調査による人口統計データである。
| 基礎データ - 人口: 3,593 人 - 世帯数: 1,475 世帯 - 家族数: 1,041 家族 - 人口密度: 66.5人/km2（172.1 人/mi2） - 住居数: 2,103 軒 - 住居密度: 38.9軒/km2（100.7 軒/mi2） 人種別人口構成 - 白人: 98.75% - アフリカン・アメリカン: 0.06% - ネイティブ・アメリカン: 0.19% - アジア人: 0.22% - 太平洋諸島系: 0.08% - その他の人種: 0.06% - 混血: 0.64% - ヒスパニック・ラテン系: 0.86% | 年齢別人口構成 - 18歳未満: 21.7% - 18-24歳: 5.1% - 25-44歳: 25.7% - 45-64歳: 29.8% - 65歳以上: 17.7% - 年齢の中央値: 44歳 - 性比（女性100人あたり男性の人口） - 総人口: 97.3 - 18歳以上: 93.1 世帯と家族（対世帯数） - 18歳未満の子供がいる: 27.7% - 結婚・同居している夫婦: 60.7% - 未婚・離婚・死別女性が世帯主: 6.8% - 非家族世帯: 29.4% - 単身世帯: 24.5% - 65歳以上の老人1人暮らし: 11.7% - 平均構成人数 - 世帯: 2.44人 - 家族: 2.92人 | 収入と家計（2000年データ） - 収入の中央値 - 世帯: 55,368米ドル - 家族: 62,750米ドル - 性別 - 男性: 43,199米ドル - 女性: 28,676米ドル - 人口1人あたり収入: 32,513米ドル - 貧困線以下 - 対人口: 3.4% - 対家族数: 3.7% - 18歳未満: 1.0% - 65歳以上: 2.4% |

## 教育
リトルコンプトンにはウィルバー・アンド・マクマホン学校という学校が1つあるだけである。元々ジョセフィン・ウィルバー学校と呼ばれていた。学級は12あり、幼稚園児から12年生までの設備がある。1900年代半ばに増築されてから改名された。幼稚園から8年生まで約350人が通っている。町の中心に位置し、住民は「ウィルバー学校」とのみ呼んでいる。高校生は通常、ポーツマスにあるポーツマス高校に通っている。

## ロードアイランドレッド
ロードアイランドレッドは、リトルコンプトンの一部である小さなビレッジ、アダムズビルで開発された鶏の種である。リトルコンプトンには、アメリカ合衆国で唯一鶏に捧げられた記念碑がある。1925年、ロードアイランドレッド・クラブ・オブ・アメリカが、アダムズビルの野球場に近くバーンのレストランから通り向かいに、ロードアイランドレッドに捧げた優美な記念碑の予算を寄付した。その記念碑は現在、アメリカ合衆国国家歴史登録財に指定されている。これと競うような記念碑が、アダムズビルの南1マイル (1.6 km) に、1954年に州によって建てられた。その記念碑は鶏のために建てられたのではなく、それを大量に育てた農家のために建てたのだという者もいる。

## 著名な出身者
- J・C・チャンダー（1974年 - ）、作家、映画監督、映画『マージン・コール』でアカデミー賞候補、リトルコンプトンの夏の住人[6]
- クリストファー・ヒル（1952年 - ）、元アメリカ合衆国国務次官補（東アジア・太平洋担当）、駐イラク大使、リトルコンプトンに居住

## 見どころとアメリカ合衆国国家歴史登録財
- ウィルバー・ハウス博物館、1692年建設
- フレンズ集会所と墓地、1815年建設
- リトルコンプトン・コモン歴史地区

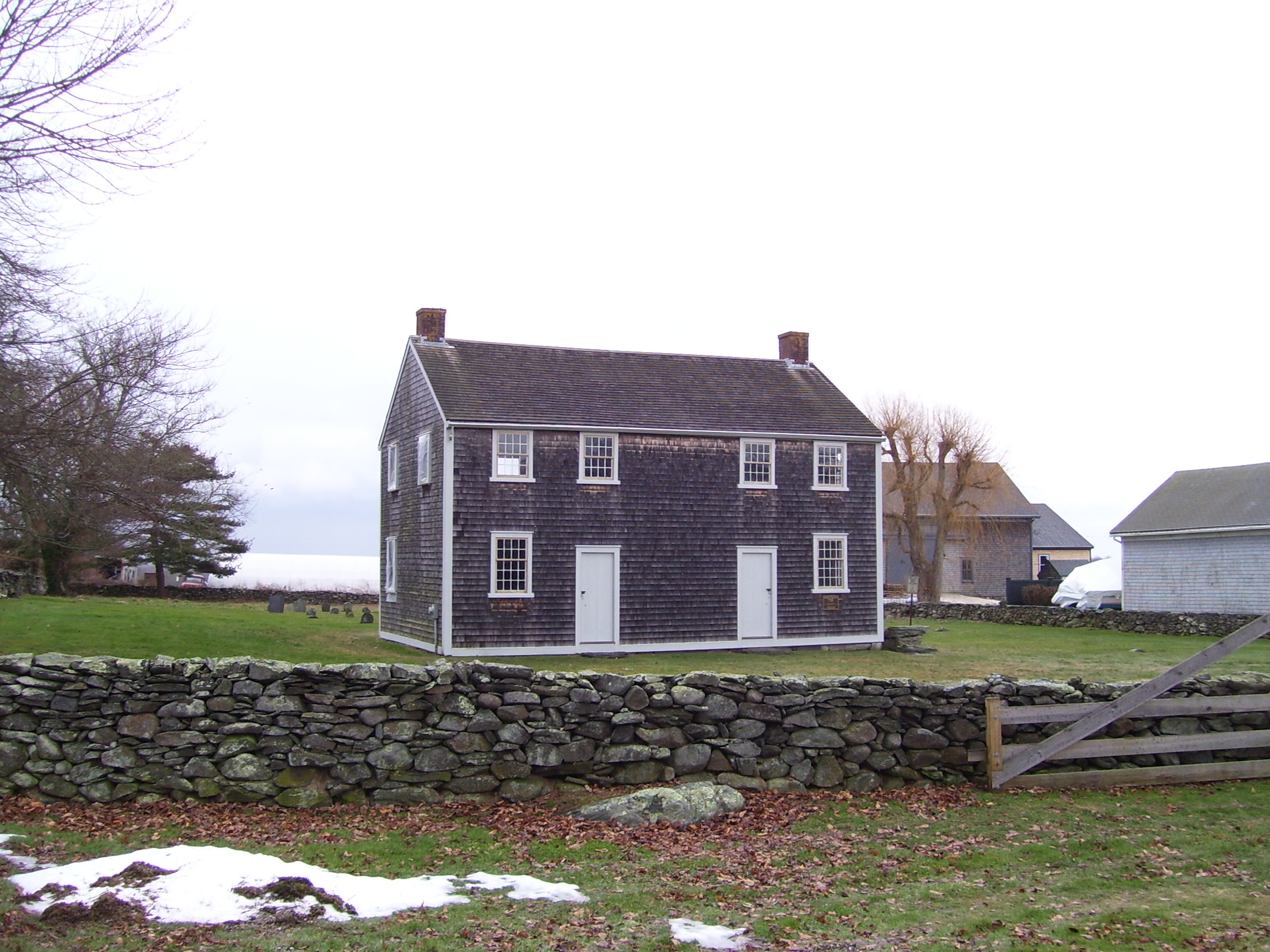
フレンズ集会所と墓地、1815年建設

- ロードアイランドレッド記念碑、1925年建設
- サコネット灯台、1884年建設
- ストーンハウス・イン、1854年建設
- ウィリアム・ウェイリー屋敷
- リトルコンプトン・コミュニティセンター